# 4X

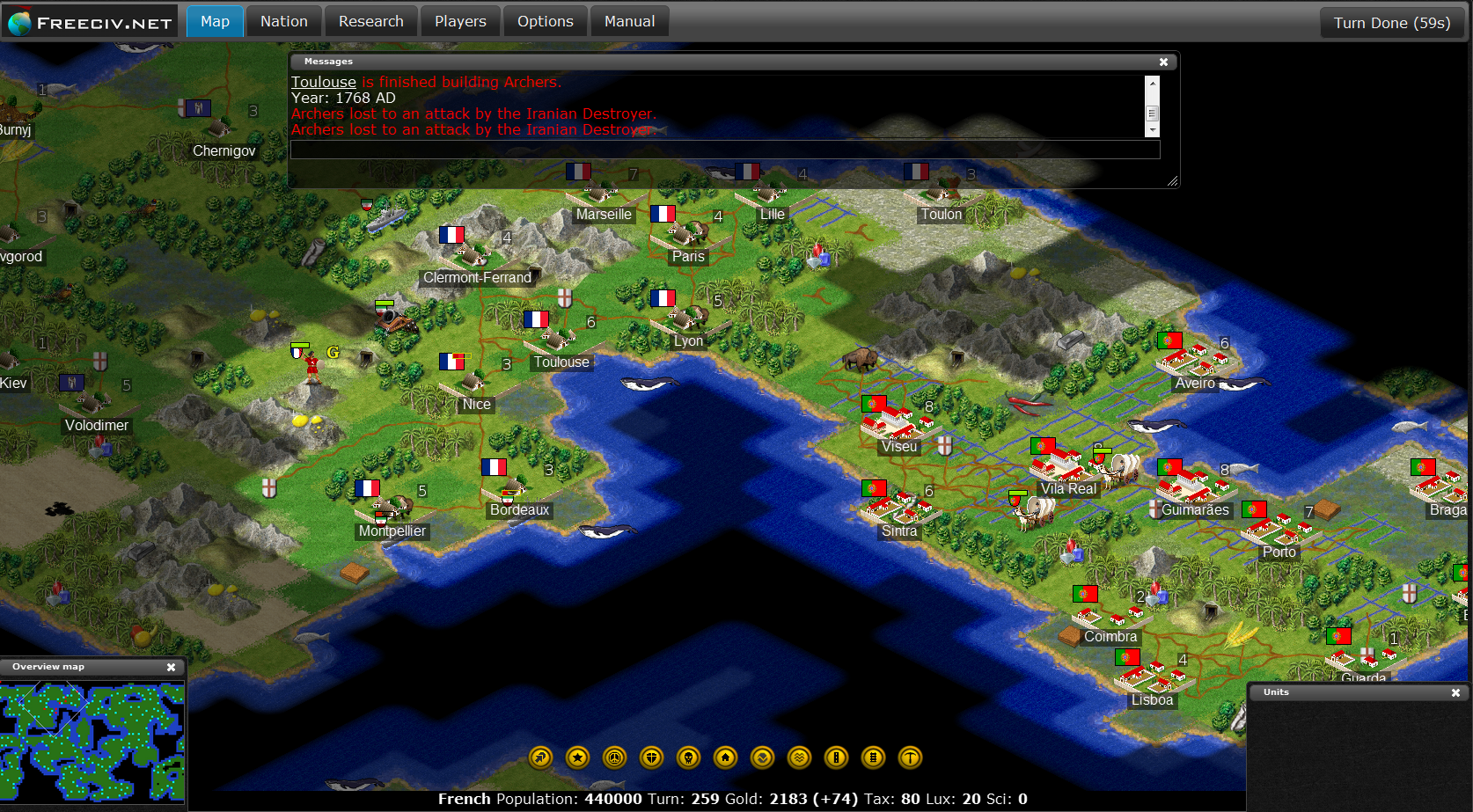
詳細的帝國管理（如《Freeciv》中所見）是4X策略遊戲的核心。

4X，是指在策略遊戲中的一种系统概念，得名自4个同样以ex为开头的英语单词。
- eXplore（探索）：派出斥候橫跨遊戲地圖以探索周邊的版圖
- eXpand（拓张）：建立新定居地或增加原定居地的影響力以擴張領土
- eXploit（开发）：開發並妥善利用領土中所擁有的資源
- eXterminate（征服）：攻擊並征服其他競爭對手

## 简介
{{{annotations}}}
一般认为，最早明确提出4X概念的是开发獵戶座之王系列的Alan Emrich。其代表作獵戶座之王，即是4X体系的典型作品。在獵戶座之王之後，越来越多的策略游戏开发者开始注意这种系统概念，并将之实施到自己的作品中。
确切地说，目前几乎所有策略游戏都有4X体系的部分遊戲元素，比如侦查地图、建立自己的領地、開採資源和研发科技、向对手开战。但其中少数游戏相对更重视自己系统上的完善度以及强调发展过程，这一系列游戏更重视4X元素的平衡，对这个体系的反映更为集中和突出，也因此更常被认为是4X游戏的代表作。
最初的4X游戏集中于回合制策略遊戲这一种游戏类型上，而当即时战略游戏出现之后，几乎立刻就继承和吸收了4X的思想，比如战争迷雾和基地建设等等内容。但一般来说，即時策略遊戲更强调遊戲節奏，因此不得不削减相当的策略思考成分，例如缩短游戏中的玩家发展周期。虽然有一系列游戏声称与4X概念完美结合，但其4X体系均有不同程度上的简化，因此也令一些4X的核心玩家难以满足。
目前，4X作品涵盖了几乎所有背景的战略游戏，从历史类（如文明），到科幻类（如猎户座之王），以及奇幻类（如魔法门之英雄无敌）。

## 4X作品

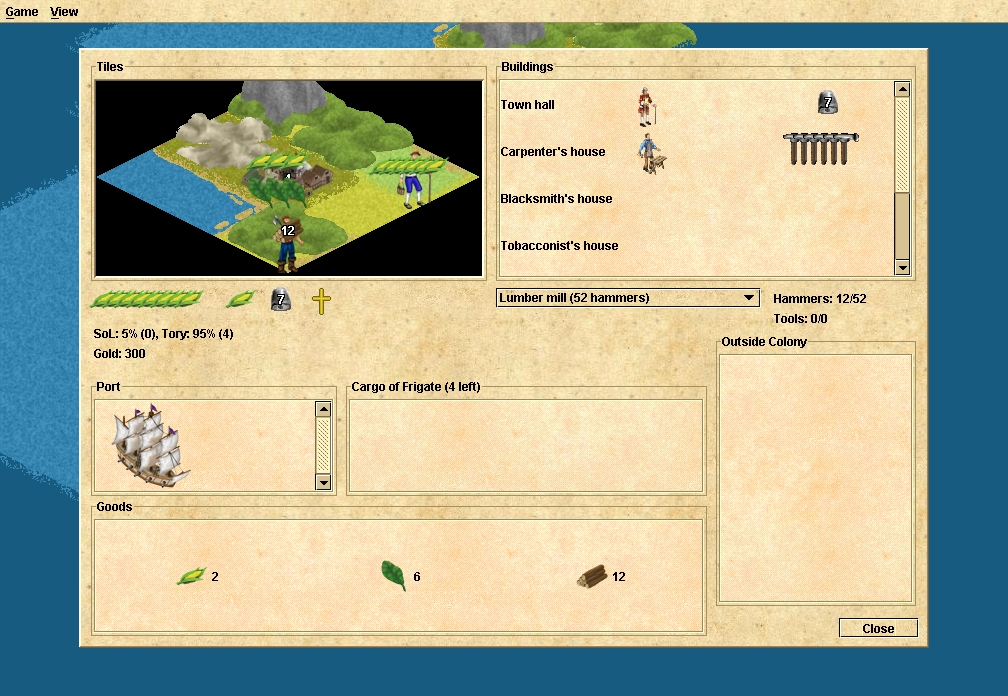
《FreeCol》是典型的4X遊戲，有個單獨的介面來管理每個定居點。

- 席德梅爾的文明帝國（Sid Meier's Civilization）
- 無盡太空（Endless Space）
- 太空帝国（Space Empires）
- 奇蹟時代（Age of Wonders）
- 帝國主義（Imperialism）
- 自由文明（Freeciv）
- 自由殖民（FreeCol）
- 无尽传奇（Endless Legend）
- 群星（Stellaris）
- 人類（Humankind)